# William Bosi
Pour les articles homonymes, voir Bosi.
William Bosi (plus connu comme Will Bosi) est un grimpeur sportif professionnel écossais. Ses réalisations de plusieurs des blocs les plus difficiles au monde l'ont placé parmi les meilleurs grimpeurs de l'histoire de l'escalade sportive. Il réalise la première répétition de Burden of Dreams, premier 9A ouvert par Nalle Hukkataival 6 ans plus tôt. En octobre 2024, il devient le premier grimpeur à réussir quatre blocs dans le neuvième degré, avec Alphane en 2022, Burden of Dreams en 2023, Return of the Sleepwalker en 2024 et Spots of Time en 2024, toutes cotées 9A. En octobre 2024, il est au sommet du classement mondial des grimpeurs de bloc publié par le site The Crag.